# ديلان غاندي
ديلان غاندي (بالإنجليزية: Dylan Gandy)‏ هو لاعب كرة قدم أمريكية أمريكي، ولد في 8 مارس 1982 في هارلينغن في الولايات المتحدة.

## وصلات خارجية
- ديلان غاندي على موقع مرجع كرة القدم المحترفة.كوم (الإنجليزية)